# Сухобузимски рејон
Сухобузимски рејон (рус. Сухобузимский район) је општински рејон у централном делу Краснојарске Покрајине, Руске Федерације.
Административни центар рејона је насеље Сухобузимскоје (рус. Сухобузимское), који се налази на удаљености 70 км северно од Краснојарска.
Територија Сухобузимског рејона се налази у централном делу у самом „срцу“ Краснојарске Покрајине. Дужина од рејона са запада ка истоку је 140 км, а скоро 100 километара од севера до југа. Укупна површина је 561.260 хектара (5.613 km²). У пејзажу рејона преовладава једноличност степе, док идући ка западном делу нижу се тајге на десној страни реке Јенисеј.
Суседни територије рејона су:
- север: Бољшемуртински рејон;
- североисток: Тасејевски рејон;
- исток: Кански и Дзержински рејон;
- југоисток: Рибински рејон;
- југ: Бјерјозовски и градски округ Зеленогорск
- југозапад: Јемељановски рејон;

Укупна површина рејона је 5.613 km².
Укупан број становника рејона је 20.011 (2014).